# Équipe cycliste Astana City
Pour les articles homonymes, voir Astana.
Pour l'équipe principale, voir Équipe cycliste Astana.
L'équipe cycliste Astana City est une équipe cycliste kazakhe créée en 2012 et ayant le statut d'équipe continentale. Elle constitue l'équipe de réserve d'Astana.
Le 28 novembre 2014, à la suite du troisième cas de dopage dans ses rangs, la fédération kazakhe suspend l'équipe de toute compétition. Une enquête interne est diligentée et le manager Dimitri Sedun est limogé. 

## Histoire de l'équipe
Elle est l'équipe réserve de l'équipe Astana.
En 2015, l'équipe change de nom pour Seven Rivers et conserve dans son effectifs six coureurs ayant déjà couru pour elle sous le nom d'Astana Continental.
En 2016, l'équipe change de nom pour devenir Astana City, et conserve dans son effectif huit coureurs de Seven Rivers. L'équipe disparait à l'issue de la saison 2019.

## Principales victoires

### Courses d'un jour
- Trophée international Bastianelli : Maxat Ayazbayev (2013)
- Grand Prix ISD : Nurbolat Kulimbetov (2016)
- Odessa Grand Prix : Matvey Nikitin (2019)

### Courses par étapes
- Tour de Bulgarie : Maxat Ayazbayev (2012)
- Coppa della Pace : Ruslan Tleubayev (2012)
- Tour du lac Qinghai : Ilya Davidenok (2014)
- Tour of Fatih Sultan Mehmet : Galym Akhmetov (2018)
- Tour de la Vallée d'Aoste : Vadim Pronskiy (2018)

### Championnats nationaux
- Championnats du Kazakhstan sur route : 2
  - Course en ligne : 2014 (Ilya Davidenok)
  - Course en ligne espoirs : 2016 (Sergey Luchshenko)

## Classements UCI
L'équipe participe aux circuits continentaux et principalement à des épreuves de l'UCI Asia Tour. Les tableaux ci-dessous présentent les classements de l'équipe sur les différents circuits, ainsi que son meilleur coureur au classement individuel.
UCI Africa Tour
| Saison | Classement par équipes | Meilleur coureur au classement individuel |
| ------ | ---------------------- | ----------------------------------------- |
| 2012   | 7e                     | Nikita Umerbekov (33e)                    |

UCI America Tour
| Saison | Classement par équipes | Meilleur coureur au classement individuel |
| ------ | ---------------------- | ----------------------------------------- |
| 2012   | 16e                    | Arman Kamyshev (36e)                      |
| 2013   | 31e                    | Bakhtiyar Kozhatayev (198e)               |
| 2014   | 21e                    | Maxat Ayazbayev (60e)                     |

UCI Asia Tour
| Saison | Classement par équipes | Meilleur coureur au classement individuel |
| ------ | ---------------------- | ----------------------------------------- |
| 2012   | 17e                    | Ruslan Tleubayev (26e)                    |
| 2013   | 5e                     | Yevgeniy Nepomnyachshiy (21e)             |
| 2014   | 11e                    | Vadim Galeyev (19e)                       |
| 2015   | 41e                    | Nikita Stalnov (176e)                     |
| 2016   | 29e                    | Matvey Nikitin (148e)                     |
| 2017   | 29e                    | Matvey Nikitin (164e)                     |
| 2018   | 46e                    | Matvey Nikitin (167e)                     |
| 2019   | 21e                    | Daniil Marukhin (28e)                     |

UCI Europe Tour
| Saison | Classement par équipes | Meilleur coureur au classement individuel |
| ------ | ---------------------- | ----------------------------------------- |
| 2012   | 27e                    | Alexey Lutsenko (40e)                     |
| 2013   | 47e                    | Marco Benfatto (87e)                      |
| 2014   | 68e                    | Bakhtiyar Kozhatayev (342e)               |
| 2015   | 67e                    | Matvey Nikitin (192e)                     |
| 2016   | 47e                    | Nikita Stalnov (127e)                     |
| 2017   | 86e                    | Galym Akhmetov (723e)                     |
| 2018   | 91e                    | Galym Akhmetov (778e)                     |

## Astana City en 2019
| Cycliste               | Date de naissance | Nationalité | Équipe 2018             |
| ---------------------- | ----------------- | ----------- | ----------------------- |
| Galym Akhmetov         | 20/03/1995        | Kazakhstan  | Astana City             |
| Olzhas Bayembayev      | 22/01/1999        | Kazakhstan  | Astana City             |
| Igor Chzhan            | 02/10/1999        | Kazakhstan  | Astana City (stagiaire) |
| Ramis Dinmukhametov    | 21/09/2000        | Kazakhstan  | Néo-professionnel       |
| Maxim Gridchin         | 17/05/2000        | Kazakhstan  | Néo-professionnel       |
| Anton Kuzmin           | 20/11/1996        | Kazakhstan  | Astana City             |
| Sergey Luchshenko      | 25/06/1994        | Kazakhstan  | Astana City             |
| Daniil Marukhin        | 13/02/1999        | Kazakhstan  | Astana City             |
| Bolat Niyazov          | 24/02/2000        | Kazakhstan  | Néo-professionnel       |
| Nurbergen Nurlykhassym | 25/03/2000        | Kazakhstan  | Néo-professionnel       |
| Dinmukhammed Ulysbayev | 21/07/1998        | Kazakhstan  | Astana City             |
| Ivan Zaïtsev           | 24/02/1999        | Kazakhstan  | Astana City             |